# Estrella de Levante
Estrella de Levante es una cerveza lager de tipo pilsener. La fábrica de Estrella de Levante comenzó su producción en el año 1963 con ocho millones de litros. Es la cerveza más consumida en la Región de Murcia y su consumo se ha extendido hacia la Comunidad Valenciana, Castilla-La Mancha, Andalucía Oriental, Baleares y Canarias.
La marca fue comprada por el grupo Damm, con sede central en Barcelona, España.
Hoy en día la Cervecera Murciana es fabricante de la cerveza Turia y su conocida Marzen Bier.

## Historia
- La fábrica se instaló en 1963.

- En la década de los 70' se instaló una maltería para la producción de su propia malta.

- Entre los años 1985 y 1995 se produjo una ampliación de la fábrica, con una nueva planta de envasado y nuevos almacenes.

- En la actualidad produce alrededor de 110 millones de litros por año.

- En el 2012 se produjo una remodelación de la marca, rediseñando el logo y el nombre de la misma.

## Calidad
La gestión de la calidad de la empresa está certificada en el Registro de Empresa de acuerdo a la Norma Internacional UNE-EN ISO 9001 del año 2015.

## Variedades

### Clásica
Producto principal de la fábrica. Tasa alcohólica de 4,8% vol.
Se recomiendo el consumo en cañas cortas y a una temperatura de entre 4º y 6 °C.
Se comercializa en botella de 20cl, 25cl, 33cl, 100cl y barril.
Su ESP es de 11,6%. y hace referencia a la primera botella de 1963

### Especial
La tasa de alcohol es de 5,4% vol. y se recomienda el consumo a una temperatura de entre 6º y 8 °C. Su ESP es de 13%.

### Sin 0'0% alcohol
Tiene una tasa de alcohol inferior al 1% y se recomienda a una temperatura de entre 4º y 6º%. Su ESP es de 6,2%.
Además, es 100% "gluten free", es decir, sin gluten certificada.

### Skol
En la fábrica de Espinardo también se fabrica otra cerveza para el grupo Damm, la cerveza Skol, bajo la licencia de la marca danesa Carlsberg Group.

### Punta del Este
Se produce en la fábrica de Espinardo, se caracteriza por tener un color más oscuro que el de las lager y tener un sabor más intenso. Contiene un grado de alcohol de 5,4 en volumen.

## Comunicación

### Televisión
Son de destacar los comerciales de Estrella de Levante a nivel nacional apoyando al grupo murciano Second.
- Primer anuncio aquí
- Segundo anuncio aquí.